# Trialeurodes palaquifolia
Trialeurodes palaquifolia là một loài côn trùng cánh nửa trong họ Aleyrodidae, phân họ Aleyrodinae.
Trialeurodes palaquifolia được Corbett miêu tả khoa học đầu tiên năm 1935.